# 12541 Makarska
12541 Makarska eller 1998 PD1 är en asteroid i huvudbältet som upptäcktes den 15 augusti 1998 av Višnjan-observatoriet i Kroatien. Den är uppkallad efter den kroatiska staden Makarska.
Asteroiden har en diameter på ungefär 8 kilometer.